# Episodi di The Punisher (seconda stagione)
La seconda e ultima stagione della serie televisiva The Punisher, composta da tredici episodi, è stata interamente pubblicata dal servizio on demand Netflix il 18 gennaio 2019.
| n. | Titolo originale       | Titolo italiano              | Pubblicazione   |
| -- | ---------------------- | ---------------------------- | --------------- |
| 1  | Roadhouse Blues        | Il blues della Roadhouse     | 18 gennaio 2019 |
| 2  | Fight or Flight        | Combatti o fuggi             | 18 gennaio 2019 |
| 3  | Trouble the Water      | Agitare le acque             | 18 gennaio 2019 |
| 4  | Scar Tissue            | Tessuto cicatriziale         | 18 gennaio 2019 |
| 5  | One-Eyed Jacks         | One-eyed jack                | 18 gennaio 2019 |
| 6  | Nakazat                | Nakazat                      | 18 gennaio 2019 |
| 7  | One Bad Day            | Una brutta giornata          | 18 gennaio 2019 |
| 8  | My Brother's Keeper    | Il guardiano di mio fratello | 18 gennaio 2019 |
| 9  | Flustercluck           | Un bel casotto               | 18 gennaio 2019 |
| 10 | The Dark Hearts of Men | Il cuore nero degli uomini   | 18 gennaio 2019 |
| 11 | The Abyss              | L'abisso                     | 18 gennaio 2019 |
| 12 | Collision Course       | Rotta di collisione          | 18 gennaio 2019 |
| 13 | The Whirlwind          | L'uragano                    | 18 gennaio 2019 |

## Il blues della Roadhouse
- Titolo originale: Roadhouse Blues
- Diretto da: Jim O'Hanlon
- Scritto da: Steve Lightfoot

### Trama
Castle incontra una giovane ragazza in un bar che lo insulta. La ragazza in seguito chiama un gangster russo, chiedendo un incontro per vendere alcune foto. A sua insaputa, il gangster è legato a una sedia e viene interrogato da un uomo che cerca le foto. Dopo aver riattaccato, uccide il gangster. Castle si occupa di un ubriacone belligerante che stava colpendo e importunando la barista Beth. In seguito, lei gli chiede di prendere un drink a casa sua e passano la notte insieme, legando molto. La notte seguente, Castle ritorna al bar per incontrarsi con Beth, quando nota un gruppo di persone sospette che osservano il posto mentre la giovane ragazza della sera prima cerca di evitarli. Quando viene trovata, Castle interviene e ne segue uno scontro nel quale Beth viene colpita. Frank uccide quasi tutto il gruppo e trasporta Beth in un ospedale vicino, portando la ragazza con sé. Beth sopravvive. Nel frattempo, Dinah Madani visita la stanza d'ospedale di Billy Russo. Poco dopo che lei se ne va, lui apre gli occhi.

## Combatti o fuggi
- Titolo originale: Fight or Flight
- Diretto da: Jim O'Hanlon
- Scritto da: Steve Lightfoot

### Trama
Castle e la ragazza entrano in un motel a Larkville, in Ohio, e lei lo aiuta a curarsi le ferite. La ragazza dice che si chiama Rachel e Castle la interroga sul perché delle persone stanno cercando di ucciderla, ma lei mente. La banda che li ha attaccati li segue fino al motel. Segue uno scontro a fuoco nel quale sopravvivono Castle, Rachel e una scagnozza rimasta, ma vengono tutti arrestati dalla polizia locale. Madani fa visita a Russo, che non ricorda nulla di più recente di quando era nei Marines. Madani ha visitato Russo quasi ogni giorno e si rifiuta di credere che abbia l'amnesia. Il suo mentore, Rafi, cerca di convincerla a smettere. Quella notte, torna a casa e ha un incubo su Russo proprio prima che Castle la svegli con una telefonata chiedendole aiuto dalla stazione dello sceriffo della contea di Larkville. Lei dice di no, lasciandolo solo.

## Agitare le acque
- Titolo originale: Trouble the Water
- Diretto da: Jeremy Webb
- Scritto da: Ken Kristensen

### Trama
In un flashback, l'uomo misterioso si rivela essere John Pilgrim, un uomo pio ed ex suprematista bianco con due figli e una moglie malata che frequenta regolarmente una chiesa rurale. La ricca coppia che finanzia l'assistenza sanitaria per sua moglie, Anderson ed Eliza Schultz, gli dice che ha bisogno di lui per una missione. Nel presente, lo sceriffo Roy Hardin scopre che "Rachel" è uno dei tanti alias usati dalla ragazza. Con un esercito di mercenari, Pilgrim attacca la stazione dello sceriffo della contea di Larkville; Castle, precedentemente ammanettato, riesce a liberarsi e a uccidere tutti gli assalitori, cercando Pilgrim nel bosco nei pressi della stazione. Quest'ultimo riesce però a ritrovarsi a inseguire Castle ma, prima di poter far fuoco e ucciderlo, interviene la Homeland Security.
Madani informa Frank della fuga di Russo dall'ospedale; Castle decide di prendere Rachel sotto la sua protezione e tutti e tre partono per New York.

## Tessuto cicatriziale
- Titolo originale: Scar Tissue
- Diretto da: Iain B. MacDonald
- Scritto da: Angela LaManna

### Trama
I flashback mostrano sessioni di consulenza tra Russo e la psicoterapeuta Dr. Krista Dumont mentre cerca di recuperare i suoi ricordi e la sua forza tra gli incubi su un giubbotto con disegnato un teschio. Si è scoperto che è cresciuto in affidamento e ha ritenuto che l'esercito fosse la cosa più simile a una famiglia. Nel presente, Madani nasconde Castle e Rachel nel suo appartamento a New York. Castle quindi visita Curtis Hoyle per informazioni su Russo, ma quest'ultimo crede che il loro ex collega abbia davvero un'amnesia. Castle ricorda che Russo gli aveva raccontato di essere stato abusato da uno dei custodi della casa famiglia quando era piccolo, cosa che lui riferisce a Madani; mentre lei cerca di trovare l'abusatore, il sergente Mahoney tenta di seguirla. Rachel cede e dice a Castle che faceva parte di un gruppo di truffatori di Chicago che erano stati pagati da un gangster russo per fotografare un uomo che baciava un altro uomo. Dopo aver completato quel lavoro, il gruppo fu massacrato mentre Rachel era fuori a prendere la cena per tutti, costringendola a fuggire. Nel frattempo, Russo rintraccia il suo violentatore e lo uccide. Rachel scopre la storia di Castle come The Punisher. Quando ritorna, rivela che il suo vero nome è Amy. Russo si presenta all'appartamento di Dumont per chiedere aiuto, coperto di sangue.

## One-eyed jack
- Titolo originale: One-Eyed Jacks
- Diretto da: Stacie Passon
- Scritto da: Dario Scardapane

### Trama
Frank costringe Turk Barrett a organizzare un incontro con i russi che avevano ingaggiato il gruppo di Amy per le foto, ma nella palestra dei russi questi costringono Turk a preparare un'imboscata per Frank nel suo appartamento. Frank invece va alla palestra e ha un confronto mortale con i russi rimasti per farsi dire il nome del loro leader, Nikolai Poloznev, un uomo d'affari russo. Madani partecipa a una delle sessioni di terapia di gruppo dei veterani di Hoyle. Billy diventa amico di uno dei veterani problematici, che è anche paziente della dr.ssa Dumont, in un bar. Gli Schultz mandano Pilgrim a New York, assegnandogli il compito di eliminare i russi, e lui uccide i russi ancora in vita nella loro palestra.

## Nakazat
- Titolo originale: Nakazat
- Diretto da: Jamie M. Dagg
- Scritto da: Christine Boylan

### Trama
Castle e Amy sviluppano le foto per incontrare Poloznev. Pilgrim rintraccia e minaccia Madani per farsi consegnare Amy e Castle. Dopo aver catturato Poloznev, Castle lo interroga, e il russo spiega che le foto dovevano essere usate per ricattare il senatore David Schultz, un omosessuale non dichiarato portato al potere dai suoi genitori, i profondamente religiosi Anderson ed Eliza Schultz. Frank risparmia la vita di Poloznev e gli dice di lasciare il paese con sua moglie e sua figlia, ma in seguito Pilgrim trova Poloznev e lo giustizia. Nel frattempo, Russo fa amicizia con altri veterani del gruppo terapeutico di Hoyle. Dopo aver picchiato violentemente l'autista di un carroattrezzi per aver rimosso l'auto di uno di loro, li convince che sono fatti per la violenza e fanno piani per rapinare una banca. Hoyle parla con il ragazzo proprietario dell'auto che stava venendo rimorchiata, e apprende che Russo li sta incontrando, così avvisa Madani e Castle. Russo ritorna dalla dottoressa Dumont e durante una discussione le rivela di aver letto il suo fascicolo. La attacca, e lei lo pugnala alla mano. Poi la bacia e lei ricambia.

## Una brutta giornata
- Titiolo originale: One Bad Day
- Diretto da: Jet Wilkinson
- Scritto da: Felicia D. Henderson

### Trama
La relazione tra Russo e la dott.ssa Dumont diventa sessuale. Hoyle, Castle e Madani rintracciano uno dei veterani che si era incontrato con Russo, e Castle lo interroga brutalmente. Dopo aver scoperto della rapina in programma, Castle e Hoyle vanno a cercare Russo, mentre Madani chiama Mahoney per informarlo. Russo e la sua banda rapinano quindi un'attività di prestito nel giorno di paga, ma Castle lo affronta indossando il giubbotto con su il teschio degli incubi.

## Il guardiano di mio fratello
- Titiolo originale: My Brother's Keeper
- Diretto da: Michael Offer
- Scritto da: Bruce Marshall Romans

### Trama
Dopo che Russo si blocca vedendo Castle, che crede ancora essere il suo migliore amico, la sua banda lo afferra e tentano di fuggire. Castle li insegue, quindi Russo lascia il suo veicolo per affrontarlo mentre Curtis abbatte un cecchino e copre le spalle a Castle. Castle rivela a Billy di essere il responsabile delle sue cicatrici facciali e della perdita di memoria. Ma sia Castle che Hoyle esitano a sparare a Russo, cosa che gli permette di scappare. Mahoney insegue Castle e lo cattura, ma Hoyle interviene in modo che possa scappare. Russo uccide i veterani che non sono d'accordo con lui dopo che sono arrivati al luogo d'incontro, prima di tornare dalla dottoressa Dumont, sentendosi tradito da Castle. Mentre è in macchina con Curtis, Castle si rende conto che Billy ha effettivamente perso la memoria e questo gli ha impedito di sparare. Dumont sostiene Billy insinuando che Castle non sia l'uomo che Russo pensava fosse. Quindi pianifica di usare i veterani per creare un esercito per affrontare il mondo. Castle visita le tombe della sua famiglia come guida dopo essersi sentito riluttante ad uccidere Russo, mentre non è a conoscenza dei suoi crimini passati.

## Un bel casotto
- Titiolo originale: Flustercluck
- Diretto da: Salli Richardson-Whitfield
- Scritto da: Steve Lightfoot e Ken Kristensen

### Trama
L'esercito di Russo va in giro per tutta la città a fare rapine e commettere omicidi. Anderson fa visita a Pilgrim per mettere una taglia su Castle ed Amy. Nel frattempo, Billy Russo fa irruzione nell'appartamento di Madani e ha uno scontro con lei sui suoi ricordi: alla fine, lei gli rivela che ha ucciso la famiglia di Castle per avidità. Castle scopre che il nascondiglio di Russo si chiama Valhalla, ma viene affrontato da dei mercenari che vogliono la taglia sulla sua testa, e li uccide. Ora, consapevole della taglia, Castle cerca di contattare Amy, solo per scoprire che è scappata: Amy se n'è andata per cercare di fuggire dalla città, contattando un'amica della sua ex gang di Chicago, che apparentemente accetta di aiutarla. Amy finalmente risponde alle chiamate di Castle e gli racconta dei suoi piani, ma scopre la taglia su di loro. L'amica di Amy la tradisce per la taglia e chiama i mercenari. Castle arriva e li uccide tutti tranne uno mentre Amy si nasconde in un ripostiglio. L'ultimo mercenario viene poi disarmato da Amy e lei gli spara; Castle lo uccide in modo che Amy, sconvolta, non sia l'assassino. Nel frattempo, uno dei mercenari contatta Pilgrim: recatosi nel posto in cui il mercenario aveva chiamato, si trova di fronte la sua ex banda.

## Il cuore nero degli uomini
- Titiolo originale: The Dark Hearts of Men
- Diretto da: Alex Garcia Lopez
- Scritto da: Steve Lightfoot e Angela LaManna

### Trama
In uno scontro feroce, Pilgrim sconfigge la sua ex banda mentre subisce diverse lesioni. Quindi ricade in droghe e alcol mentre cerca di ristabilirsi, dubitando del suo scopo. Castle e Hoyle esplorano Valhalla, mentre Russo li spia. Nel flashback, Madani visita la dott.ssa Dumont per discutere di Russo e Castle con una bottiglia di vino. Successivamente, Dumont ipotizza che l'unica differenza tra loro sia la convinzione di Castle di essere migliore delle sue vittime a causa del suo codice morale. Nel presente, Castle attacca Valhalla, credendo che le donne che partecipano alle feste della banda ogni notte abbiano lasciato l'edificio. Sapendo che avrebbe attaccato, Russo organizza un agguato, in cui la sua banda spara e picchia brutalmente Castle. Dopo che Russo se ne va, Castle uccide tutti e lo insegue. Infuriato, spara alla cieca in un ufficio superiore. Di nuovo nel flashback, Dumont dice a Russo come distruggere Castle: distruggere il suo senso di superiorità morale sulla sua preda. Nel presente, Castle entra nell'ufficio mentre sta ancora inseguendo Russo e trova tre donne morte, facendolo rimanere paralizzato, e sentendosi in colpa quando arriva la polizia.

## L'abisso
- Titiolo originale: The Abyss
- Diretto da: Meera Menon
- Scritto da: Laura Jean Leal

### Trama
Dopo essere stato arrestato, Castle viene trasportato in ospedale per ricevere cure dopo le quali viene portato in una stanza di degenza e tenuto sorvegliato da agenti. Qui viene raggiunto da Karen Page che vuole aiutarlo in veste di suo avvocato; nel frattempo Amy viene informata da Curtis e decide di raggiungerlo e farlo uscire perché preoccupata che sia un bersaglio facile per i sicari che gli danno la caccia mentre Madani resta sconvolta dopo aver visto il magazzino e decide di raggiungere Frank per parlargli. Madani però non è convinta delle prove raccolte al Valhalla e Karen la aiuta ad entrare all'obitorio dell'ospedale e con l'aiuto di Ed, un addetto, esaminano i cadaveri: qui scoprono che le donne sono state giustiziate a bruciapelo da Russo e dai suoi uomini prima dell'arrivo di Castle. In ospedale arriva un agente di polizia ingolosito dalla taglia su Castle e tenta di assassinarlo; interviene Amy che viene salvata a sua volta dall'arrivo di Madani. Lei e Karen lo informano di quanto scoperto e decide di farsi aiutare ad uscire di nascosto dall'ospedale. Mentre Karen crea un diversivo, Madani aiuta Castle ad uscire ma appena fuori vengono raggiunti da Mahoney che tenta di portare Castle in un vicino distretto di polizia a bordo di un'ambulanza rubata, senza sapere che Pilgrim li sta inseguendo.

## Rotta di collisione
- Titiolo originale: Collision Course
- Diretto da: Stephen Kay
- Scritto da: Dario Scardapane

### Trama
Mentre Mahoney tenta di portare Castle in un vicino distretto di polizia, Madani prova senza successo a convincerlo a lasciarlo andare. Mahoney e Castle vengono raggiunti da Pilgrim che, nel tentativo di assassinare Castle, li spinge giù dal raccordo autostradale. Prima che possa finire il lavoro viene colpito con l'auto da Madani che inizia a cercarlo per arrestarlo, ma lui riesce a rubarle l'auto e a fuggire proprio mentre Castle salva Mahoney dai rottami in fiamme dell'ambulanza. Ottenuto l'indirizzo della residenza del senatore Schultz, Castle lo rapisce e lo interroga nel tentativo di trovare e fermare Pilgrim. Nel frattempo Pilgrim scopre la posizione della roulotte di Castle grazie al GPS dell'auto di Madani, lì però trova Curtis e decide di interrogarlo per scoprire la posizione di Castle; Amy torna alla roulotte e quando vede Pilgrim scappa nascondendosi nella sua auto. Rendendosi conto che Krista è in combutta con Billy, Madani si dirige verso la sua residenza per affrontarla, lì viene attaccata e nel difendersi la spinge fuori dalla finestra del suo appartamento.

## L'uragano
- Titiolo originale: The Whirlwind
- Diretto da: Jeremy Webb
- Scritto da: Steve Lightfoot

### Trama
Dopo aver assistito alla morte di Krista e aver visto Madani alla finestra del suo appartamento, Billy la raggiunge. Madani rimane priva di sensi a seguito del combattimento, mentre Billy gravemente ferito per via dei proiettili sparati da Madani. Nel frattempo Castle, credendo che Pilgrim abbia preso Amy, contatta gli Schultz per scambiare il loro figlio con Amy. Quando Madani riprende i sensi non c'è traccia di Billy e Mahoney la informa che Krista è ancora viva. Amy informa Frank della posizione di Pilgrim e, una volta lì, lui irrompe nella stanza indicata ma Pilgrim si era spostato dopo essere stato chiamato dagli Schultz. Ne consegue uno scontro a fuoco e quando Amy decide di aiutare Frank, Pilgrim la prende in ostaggio e la usa per allontanarsi. Nel frattempo Billy raggiunge un ospedale clandestino per chiedere aiuto, svenendo durante la rimozione dei proiettili. Il dottore, credendolo morto, prende i suoi soldi e si sbarazza del corpo. Dopo aver parlato con il senatore Schultz, Curtis decide di consegnarlo a Mahoney. Questo rovina il piano a Castle, che aveva contrattato uno scambio in modo da riavere Amy. Arrivato al punto di scambio, Castle tenta di convincere Pilgrim a non obbedire agli ordini degli Schultz, ma lui gli confida che loro hanno i suoi figli e per questo è costretto a fare quello che gli chiedono. Castle riesce a convincerlo a lasciare andare Amy ma quando gli rivela che David non è lì scaturisce un brutale combattimento corpo a corpo dove Frank ha la meglio. Pilgrim, come ultimo desiderio, gli chiede di risparmiare i suoi figli quando andrà dagli Schultz. Billy, che si è rifugiato nel seminterrato di Curtis, lo chiama chiedendogli di raggiungerlo perché in fin di vita. Da lui però arriva Frank che lo finisce senza pietà e in seguito Mahoney viene convinto che è morto per gli spari di Madani. Più tardi, Castle e Amy affrontano gli Schultz nella loro villa e quando Eliza cerca di ferire Amy, Castle la uccide per poi dare al marito una pistola, ponendogli davanti la scelta di rimanere in vita con il mondo a conoscenza delle sue azioni o di uccidersi. Mentre Castle e Amy escono dalla casa da essa si sente uno sparo, segnale che Schultz ha deciso di uccidersi, mentre Pilgrim, risparmiato da Frank, si riunisce coi figli e si separa da Castle e Amy. Tre mesi dopo, mentre Madani ha iniziato a lavorare per la CIA, Castle continua a vestire i panni del Punitore.